# Джулия (сериал)
«Джулия» (англ. Julia) — американский телевизионный сериал о Джулии Чайлд с Сарой Ланкашир в главной роли. Транслировался на HBO с 31 марта по 5 мая 2022 года (первый сезон) и с 16 ноября по 21 декабря 2023 года (второй сезон).

## Сюжет
Действие сериала происходит в 1960-х годах. Главная героиня — шеф-повар Джулия Чайлд, которая, издав поваренную книгу, решает создать кулинарное телевизионное шоу. Отдельные эпизоды «Джулии» названы в честь блюд.

## В ролях
- Сара Ланкашир — Джулия Чайлд
- Дэвид Хайд Пирс — Пол Чайлд
- Биби Ньювирт — Эвис ДеВото
- Фрэн Кранц — Русс Мораш
- Фиона Глэскотт — Юдит Джонс
- Бриттани Брэдфорд — Элис Наман

## Создание и оценки
Работа над проектом началась в сентябре 2019 года. Шоураннером стал Дэниел Гольдфарб, главная роль изначально могла достаться Джоан Кьюсак, но к марту 2020 года её получила Сара Ланкашир. В январе 2021 года стало известно о съёмках пилотного эпизода и о том, что заказаны восемь серий. Роли второго плана достались Тому Холландеру, Бриттани Брэдфорд, Биби Нойвирт, Изабелле Росселлини. Съёмки проходили в Бостоне. Шоу было полностью снято к концу весны 2021 года.
Премьерный показ проходил на HBO с 31 марта по 5 мая 2022 года. Сериал был продлён на второй сезон, который показывали с 16 ноября по 21 декабря 2023 года. В январе 2024 года было принято решение закрыть шоу.
Первый сезон сериала получил на сайте-агрегаторе отзывов Rotten Tomatoes рейтинг 93 % при средней оценке 8 из 10, второй сезон — рейтинг 100 % при средней оценке 7 из 10. Эми Аматанджело из Paste высоко оценила сильных женских персонажей и игру Сары Ланкашир. Дэвид Кот из The AV Club назвал сюжет «Джулии» довольно стандартным и заявил, что Ланкашир «несёт шоу на своих широких плечах». Кэтрин Ван Арендонк (Vulture) назвала одним из главных плюсов «Джулии» умение сценаристов показывать судьбу героини в контексте эпохи.